# Cattedrale di Santa Maria (Sigüenza)
La cattedrale di Santa Maria (in spagnolo: Catedral de Santa María) è il principale luogo di culto del comune di Sigüenza, in Spagna, sede vescovile dell'omonima diocesi.
È dedicata a santa Maria Maggiore, patrona di Sigüenza. Ebbe le sue origini nel gennaio del 1124, quando il vescovo Bernardo di Agen riconquistò la città ai musulmani, durante il regno di Urraca I di León, figlia di Alfonso VI.  Ottenne da Alfonso VII privilegi e donazioni attraverso i quali la popolazione crebbe, unificando le due località preesistenti: quella superiore, sorta intorno al castello, e quella inferiore, sorta sulle rive dell'Henares.
Nella cattedrale vene sepolto il corpo di Santa Liberata, portata in terra spagnola nel XIII secolo dai monaci benedettini-cluniacensi guidati da Bernardo d'Agen per contribuire a ricostruire la locale diocesi dopo le invasioni islamiche. Nella cattedrale fu costruito un sontuoso altare (XVI sec.) a lei dedicato, con l'urna in pietra contenente le reliquie della santa.
I lavori di costruzioni della cattedrale continuarono durante i secoli posteriori grazie a diversi vescovi e in diversi stili. La parte ornamentale fu conclusa solo nel secolo XVIII.

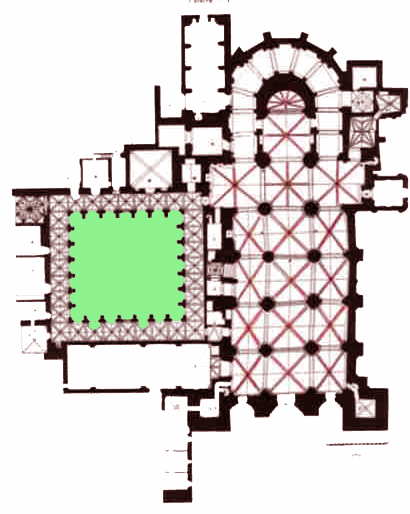
Pianta della cattedrale